# Sella (Grecia)
Sella este un oraș în Grecia în prefectura Ahaia.